# Caravage et moi
Pour plus de détails, voir Fiche technique et Distribution.
Caravage et moi (Postcards from London) est un film britannique réalisé par Steve McLean, sorti en 2018.

## Synopsis
Un jeune homme quitte son Essex natal et devient escort pour homme à Soho. En parallèle, il étudie l'art et développe un syndrome de Stendhal.

## Fiche technique
- Titre : Caravage et moi
- Titre original : Postcards from London
- Réalisation : Steve McLean
- Scénario : Steve McLean
- Musique : Julian Bayliss
- Photographie : Annika Summerson
- Montage : Stephen Boucher
- Production : Soledad Gatti-Pascual
- Société de production : Diablo Films
- Pays :  Royaume-Uni
- Genre : Drame
- Durée : 90 minutes
- Dates de sortie : 
  -  Royaume-Uni : 17 août 2018
  -  France : 11 mars 2021 (vidéo)

## Distribution
- Harris Dickinson : Jim
- Jonah Hauer-King : David
- Alessandro Cimadamore : Jesus
- Leonardo Salerni : Marcello
- Raphael Desprez : Victor
- Leemore Marrett Jr. : Paul
- Silas Carson : George
- Stephen Boxer : Stuart

## Accueil
Le film a reçu un accueil mitigé de la critique. Il obtient un score moyen de 42 % sur Metacritic.